# Franz Schwabeneder
Franz Schwabeneder (* 1942 in Linz) ist ein österreichischer Journalist, Regisseur und Kunstförderer.
Er arbeitete von 1964 bis 2003 als Journalist für die Oberösterreichischen Nachrichten, wo er ab 1973 Leiter des Ressorts Kultur und Medien war. Er arbeitete an Buchprojekten (u. a. „Die Ars Electronica – Kunst im Zeitsprung“, „Promenade 39 – Das Landestheater Linz 1803 – 2003“) und Kulturpublikationen mit. Von ihm waren die Hauptbeiträge zur Bewerbung zur Kulturhauptstadt Europas „Linz 2009“.
Franz Schwabeneder schrieb auch selbst ein Theaterstück, „Die Elektrische Großmutter“. Dies ist ein Stück nach Ray Bradbury für Menschen ab sieben Jahren. Seine Uraufführung erfolgte am 22. Juni 2006 und unter der Regie von Schwabeneder persönlich spielten Randolf Destaller, Gabriele Deutsch, Thomas Pohl, Christian Scharrer, Waltraud Starck, im Rahmen des Internationalen Theaterfestivals SCHÄXPIR 2006. Es war eine Produktion des Theater Phönix in Kooperation mit dem Ars Electronica Futurelab.
Der renommierte Kulturjournalist ist Mitglied des Stadtkulturbeirates und arbeitet am Kulturentwicklungsplan mit sowie am laufenden Zukunftsprojekt „Linz 21“.
Am 26. Mai 2003 erhielt er vom Linzer Bürgermeister Franz Dobusch die Kulturmedaille der Stadt Linz.

## Ehrung
- 2003 – Kulturmedaille der Stadt Linz
- Goldenes Verdienstzeichen des Landes Oberösterreich